# Taeniacanthodes dojirii
Taeniacanthodes dojirii is een eenoogkreeftjessoort uit de familie van de Taeniacanthidae. De wetenschappelijke naam van de soort is voor het eerst geldig gepubliceerd in 2002 door Braswell, Benz & Deets.